# Appendicula
Appendicula is een geslacht met ongeveer 130 soorten orchideeën uit de onderfamilie Epidendroideae.
Het zijn grote, atypische epifytische orchideeën met onopvallend gekleurde bloemen, meer lijkend op varens dan op orchideeën, met een verspreidingsgebied over tropisch Zuidoost-Azië.

## Naamgeving enetymologie
- Synoniem: Conchochilus Hassk., Lobogyne Schltr., Metachilum Lindl., Scoliochilus Rchb. f.

De botanische naam Appendicula is afkomstig van het Latijn appendicula (klein aanhangsel), naar de kleine aanhangsels aan de bloemlip.

## Kenmerken
Appendicula-soorten zijn zeer atypische orchideeën en lijken oppervlakkig op varens. Het zijn overwegend grote, rechtopstaande of hangende epifytische planten, meestal met een dichte bos vertakte stengels en met kleine of grote, vlakke en meestal aanliggende bladeren en korte, zijdelingse of eindstandige trossen met kleine en onopvallend wit, groengeel of rood gekleurde bloempjes.
De bloemlip is gelobd, met een middenlob die dikwijls gekield is of een callus bezit, en vertoont aan de basis een klein, rond of zakvormig aanhangsel. De laterale kelkbladen vormen een mentum met de voet van het gynostemium. De enkele meeldraad draagt 6 pollinia op een enkel, gevorkt caudiculum, of op twee losstaande caudicula.

## Habitaten verspreiding
Appendicula-soorten groeien op bemoste bomen in warme, vochtige laagland- en montane regenwouden van Zuidoost-Azië, vanaf de Himalaya tot in Nieuw-Caledonië, maar voornamelijk in Indonesië en Nieuw-Guinea.

## Taxonomie
Het geslacht telt ongeveer 130 soorten en is nog eens opgedeeld in vijf secties. Verder werden in het verleden nog een groot aantal soorten beschreven, die nu als synoniemen worden beschouwd. De typesoort is Appendicula alba.
Door sommige botanici wordt ook het geslacht Chilopogon hierbij opgenomen.

### Soortenlijst
- Appendicula aberrans  Schltr. (1912)
- Appendicula adnata J.J.Sm. (1908)
- Appendicula alatocaulis P.O'Byrne & J.J.Verm. (2002)
- Appendicula alba Blume (1825)
- Appendicula anceps Blume (1825)
- Appendicula angustifolia Blume (1825)
- Appendicula annamensis Guillaumin (1930)
- Appendicula anomala  (Schltr.) Schltr. (1912)
- Appendicula babiensis J.J.Sm. (1912)
- Appendicula baliensis J.J.Sm. (1927)
- Appendicula bilobulata J.J.Wood (1997)
- Appendicula biumbonata Schltr. (1912)
- Appendicula bracteosa Rchb.f. (1868)
- Appendicula brevimentum J.J.Sm. (1920)
- Appendicula buxifolia Blume (1825)
- Appendicula calcarata Ridl. (1896)
- Appendicula calcicola Schltr. (1912)
- Appendicula callifera J.J.Sm. (1908)
- Appendicula carinifera Schltr. (1912)
- Appendicula carnosa Blume (1825)
- Appendicula celebica  (Schltr.) Schltr. (1912)
- Appendicula cleistogama Schltr. (1912)
- Appendicula clemensiae  (Ames) Ames (1913 publ. 1914)
- Appendicula concava Schltr. (1912)
- Appendicula congenera Blume (1825)
- Appendicula congesta Ridl. (1894)
- Appendicula cornuta Blume, Bijdr.: 302 (1825)
- Appendicula crispa J.J.Sm. (1931)
- Appendicula cristata Blume (1825)
- Appendicula crotalina  (Ames) Schltr. (1912)
- Appendicula cuneata Ames (1923)
- Appendicula dajakorum J.J.Sm. (1926)
- Appendicula damusensis J.J.Sm. (1912)
- Appendicula dendrobioides  (Schltr.) Schltr. (1912)
- Appendicula densifolia  (Ridl.) Ridl. (1924)
- Appendicula djamuensis Schltr. (1912)
- Appendicula effusa  (Schltr.) Schltr. (1912)
- Appendicula elegans Rchb.f. (1857)
- Appendicula elmeri  (Ames) Ames (1913 publ. 1914)
- Appendicula fallax Schltr. (1912)
- Appendicula fasciculata J.J.Sm. (1913)
- Appendicula fenixii  (Ames) Schltr. (1912)
- Appendicula flaccida  (Schltr.) Schltr. (1912)
- Appendicula floribunda (Schltr.) Schltr. (1912)
- Appendicula foliosa Ames & C.Schweinf. (1920)
- Appendicula fractiflexa J.J.Wood (1993)
- Appendicula furfuracea J.J.Sm. (1913)
- Appendicula gjellerupii J.J.Sm. (1929)
- Appendicula gracilis Aver. (1997)
- Appendicula grandifolia Schltr. (1912)
- Appendicula hexandra  (J.König) J.J.Sm. (1932)
- Appendicula humilis Schltr. (1912)
- Appendicula imbricata J.J.Sm. (1903)
- Appendicula inermis Carr (1933)
- Appendicula infundibuliformis J.J.Sm. (1906)
- Appendicula irigensis Ames (1923)
- Appendicula isoglossa Schltr. (1912)
- Appendicula jacobsonii J.J.Sm. (1932)
- Appendicula kaniensis Schltr. (1912)
- Appendicula kjellbergii J.J.Sm. (1933)
- Appendicula krauseana Schltr. (1912)
- Appendicula lamprophylla Schltr. (1912)
- Appendicula latilabium J.J.Sm. (1905)
- Appendicula laxifolia J.J.Sm. (1933)
- Appendicula leytensis Ames (1923)
- Appendicula linearifolia Ames & C.Schweinf. (1920)
- Appendicula linearis J.J.Sm. (1933)
- Appendicula longa J.J.Sm. (1905)
- Appendicula longibracteata Ridl. (1917)
- Appendicula longirostrata Ames & C.Schweinf. (1920)
- Appendicula lucbanensis  (Ames) Ames (1913 publ. 1914)
- Appendicula lucida Ridl. (1896)
- Appendicula lutea Schltr. (1912)
- Appendicula luzonensis  (Ames) Ames (1913 publ. 1914)
- Appendicula magnibracteata Ames & C.Schweinf. (1920)
- Appendicula malindangensis  (Ames) Schltr. (1912)
- Appendicula maquilingensis Ames (1913)
- Appendicula merrillii Ames (1913 publ. 1914)
- Appendicula micrantha Lindl. (1845)
- Appendicula minutiflora Ames & C.Schweinf. (1920)
- Appendicula negrosiana  (Ames) Ames (1913 publ. 1914)
- Appendicula neohibernica Schltr. (1912)
- Appendicula nivea  (Schltr.) Schltr. (1912)
- Appendicula oblonga Schltr. (1912)
- Appendicula ovalis  (Schltr.) J.J.Sm. ex Mansf. (1934)
- Appendicula padangensis Schltr. (1921)
- Appendicula palustris J.J.Sm. (1908)
- Appendicula pandurata  (Schltr.) Schltr. (1912)
- Appendicula patentissima J.J.Sm. (1929)
- Appendicula pauciflora Blume (1825)
- Appendicula pendula Blume (1825)
- Appendicula penicillata Blume (1849)
- Appendicula perplexa (Ames) Ames (1913 publ. 1914)
- Appendicula peyeriana Kraenzl. (1891)
- Appendicula pilosa J.J.Sm. (1903)
- Appendicula podochiloides J.J.Sm. (1945)
- Appendicula polita J.J.Sm. (1909)
- Appendicula polyantha Ames (1923)
- Appendicula polyphylla Schltr. (1912)
- Appendicula polystachya (Schltr.) Schltr. (1912)
- Appendicula pseudopendula  (Schltr.) Schltr. (1912)
- Appendicula purpurascens Blume (1825)
- Appendicula purpureifolia J.J.Sm. (1926)
- Appendicula ramosa Blume (1825)
- Appendicula recondita J.J.Sm. (1931)
- Appendicula reflexa Blume (1825)
- Appendicula rostellata J.J.Sm. (1910)
- Appendicula rostrata J.J.Sm. (1916)
- Appendicula rubens  (Schltr.) Schltr. (1912)
- ppendicula rupestris Ridl. (1896)
- ppendicula rupicola  (Ridl.) Rolfe (1914)
- ppendicula salicifolia J.J.Sm. (1933)
- ppendicula schlechteri J.J.Sm. ex Ormerod (2002)
- ppendicula sepikiana Schltr. (1922)
- Appendicula seranica J.J.Sm. (1928)
- Appendicula spathilabris J.J.Sm. (1931)
- Appendicula steffensiana  (Schltr.) J.J.Sm. (1909)
- Appendicula tagalensium Kraenzl. (1916)
- Appendicula tenuifolia J.J.Wood (1984)
- Appendicula tenuispica  (Schltr.) Schltr. (1912)
- Appendicula theunissenii J.J.Sm. (1922)
- Appendicula torricelliana Schltr. (1912)
- Appendicula torta Blume (1825)
- Appendicula triloba (Schltr.) Schltr. (1912)
- Appendicula uncata Ridl. (1896)
- Appendicula undulata Blume (1825)
- Appendicula vanimoensis Ormerod (2003)
- Appendicula verruculifera J.J.Sm. (1926)
- Appendicula weberi Ames (1913 publ. 1914)
- Appendicula werneri Schltr. (1921)
- Appendicula xytriophora Rchb.f. (1868)